# كاسا دي مونيدا دي لا ريبوبليكا الأرجنتين
كاسا دي مونيدا دي لا ريبوبليكا الأرجنتين هي دار سك العملة الأرجنتينية ، التي تسيطر عليها الحكومة الأرجنتينية وتخضع إدارياً لوزارة الاقتصاد . تأسست عام 1875 باسم "دار السك الوطنية".
تُنتج عملات معدنية وأوراقًا نقدية قانونية. كما تُنتج ميداليات ومطبوعات أمنية (مثل جوازات السفر ، وبطاقات مترو الأنفاق، وطوابع البريد ) تُستخدم وتُصدرها جهات حكومية. العملة الحالية المطبوعة هي البيزو الأرجنتيني ، منذ عام ١٩٩٢.

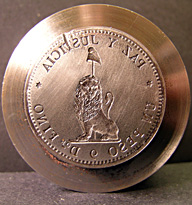
عملة البيزو الباراغوايانية التي أنتجتها دار مونيدا في عام 1900، وهي أول عملة يتم إصدارها من دولة أجنبية

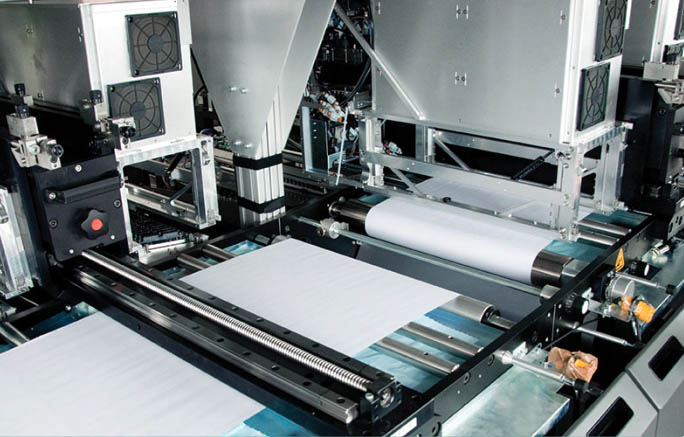
آلات الطباعة

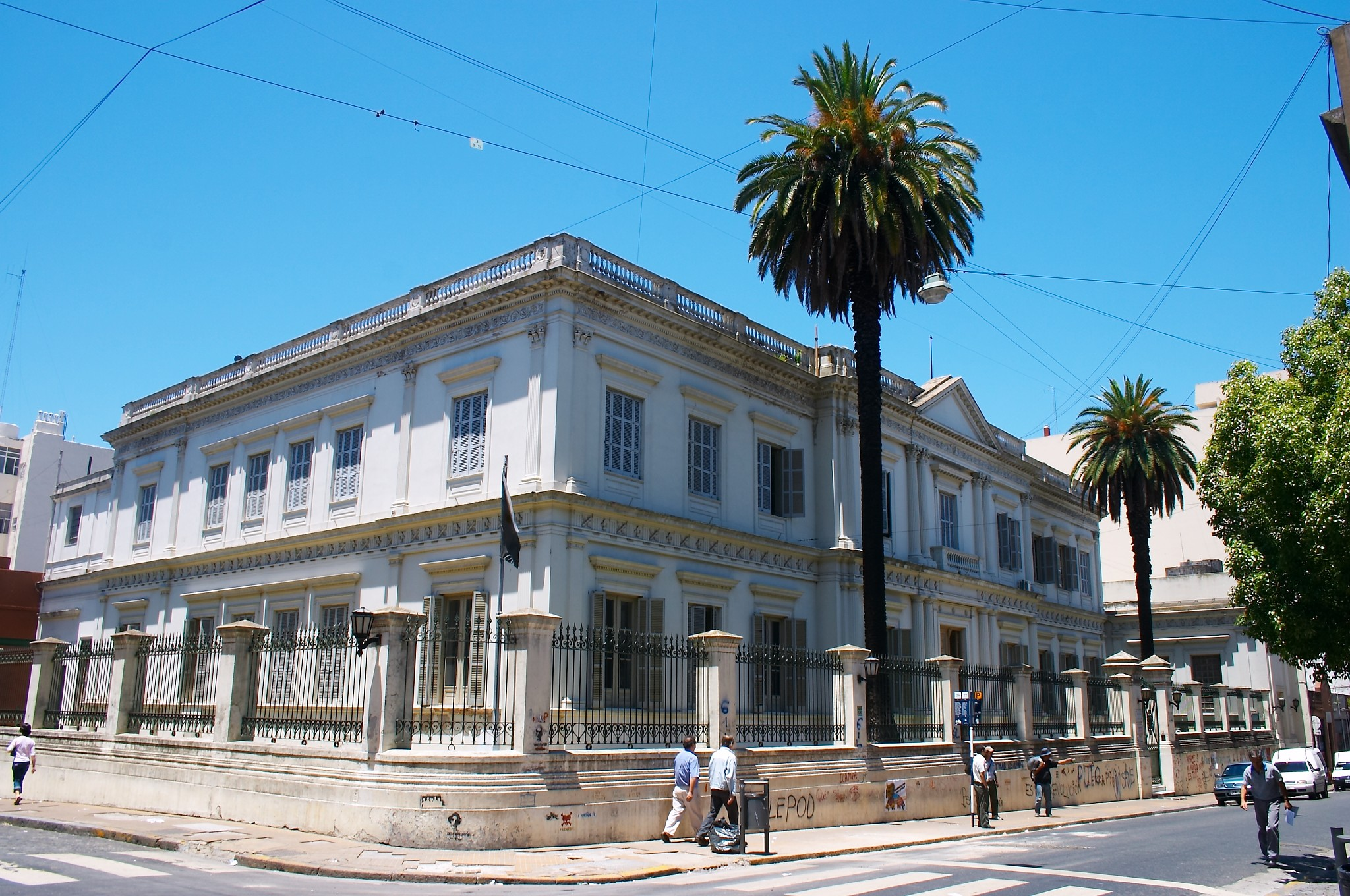
مبنى دار سك العملة السابق (١٨٨١-١٩١٤) في شارع ديفينسا. وهو الآن متحف سك العملة الوطني.

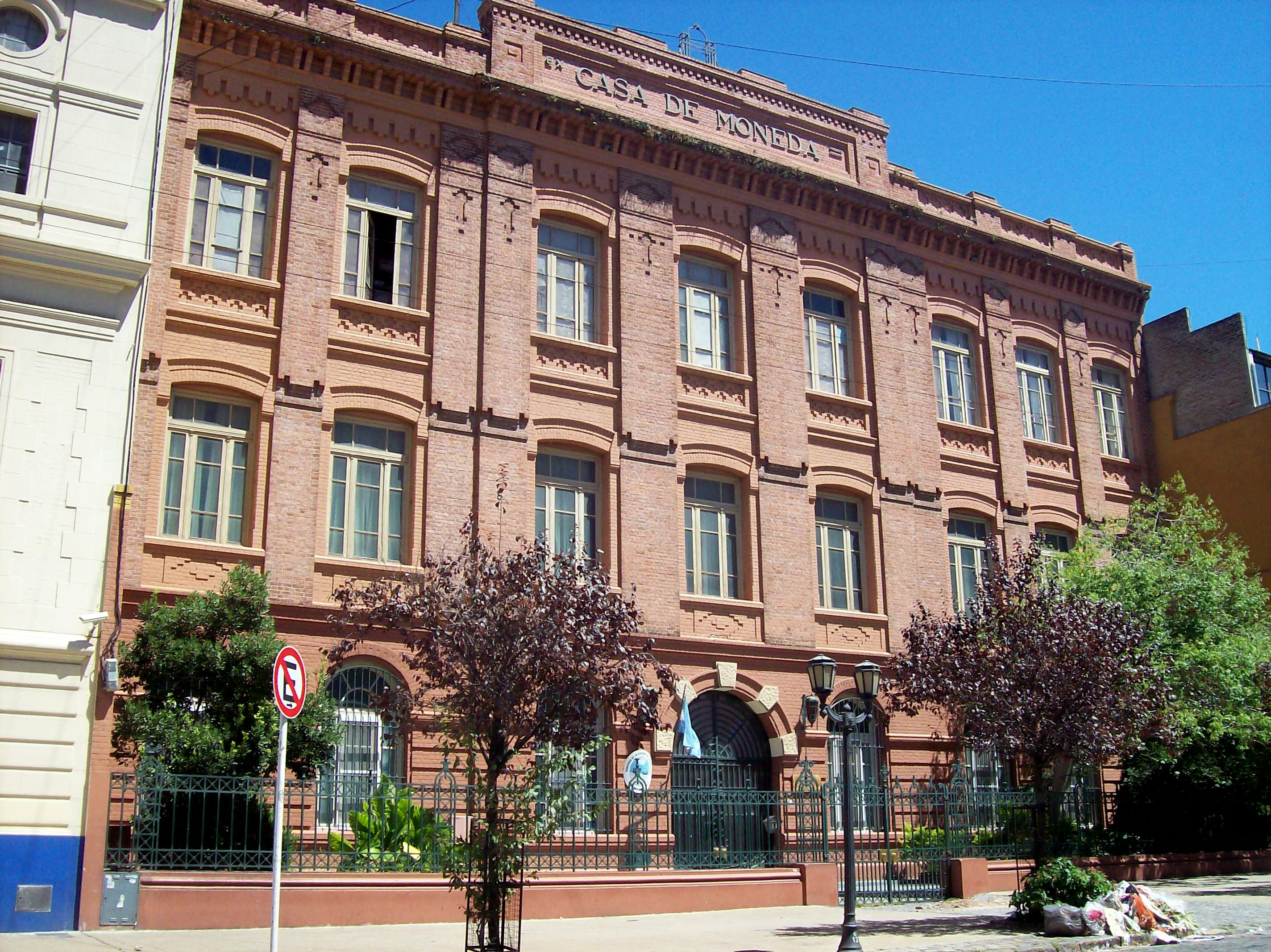
ملحق كاسا دي مونيدا، المقر الثاني لدار السك (1914–1944)

## روابط خارجية
- الموقع الرسمي

34°35′1.08017″S 58°22′18.35231″W / 34.5836333806°S 58.3717645306°W